# Viktor Balázs
Viktor Balázs (Kaposvár, 1988. július 12. –) magyar színművész, rendező.

## Életpályája
1988-ban született. Édesanyja Nagy Mari színésznő. A Szent István Gimnáziumban érettségizett. Előbb az ELTE szabad bölcsészet szakos hallgatója, majd 2009–2014 között a Színház- és Filmművészeti Egyetem hallgatója volt. 2014–2018 között a K2 Színház tagja volt.

## Filmes és televíziós szerepei
- Cella – Letöltendő élet (2023) ...Tibor
- Oltári történetek (2022) ...Sebestyén
- Mintaapák (2021) ...Nándi
- Jófiúk (2019)
- Parázs a szívnek (2018)
- Tóth János (2017–2018) ...Ügyvéd
- Feketerigó (2015) ...Kolos
- Hacktion: Újratöltve (2014) ...Mihál Péter
- Chili vagy mango (2013) ...Pincér
- Munkaügyek (2013)